# Part de control de connexió de senyalització
La part de control de connexió de senyalització (SCCP) és un protocol de capa de xarxa que proporciona facilitats d'encaminament, control de flux, segmentació, orientació de connexió i correcció d'errors ampliades a les xarxes de telecomunicacions del Sistema de senyalització 7. SCCP es basa en els serveis de MTP per a l'encaminament bàsic i la detecció d'errors.

## Especificació publicada
L'especificació SCCP base la defineix l'ITU-T, a les recomanacions Q.711 a Q.714, amb informació addicional als implementadors proporcionada per Q.715 i Q.716. Tanmateix, hi ha variacions regionals definides pels organismes de normalització locals. Als Estats Units, ANSI publica les seves modificacions a Q.713 com ANSI T1.112. El TTC publica com a JT-Q.711 a JT-Q.714, i Europe ETSI publica ETSI EN 300-009-1 : tots dos documenten les seves modificacions a les especificacions ITU-T.
Instal·lacions d'encaminament més enllà de MTP
Tot i que l'MTP ofereix capacitats d'encaminament basades en el codi de punt, SCCP permet l'encaminament mitjançant un codi de punt i un número de subsistema o un títol global.
Un codi de punt s'utilitza per adreçar un node particular a la xarxa, mentre que un número de subsistema s'adreça a una aplicació específica disponible en aquest node. SCCP utilitza un procés anomenat Global Title Translation per determinar els codis de punt dels títols globals per tal d'indicar a MTP on s'enviarà els missatges.
Els missatges SCCP contenen paràmetres que descriuen el tipus d'adreçament utilitzat i com s'ha d'encaminar el missatge:
- Indicador d'adreça
  - Indicador de ruta
    - Ruta pel títol global
    - Ruta en codi de punt/número de subsistema

  - Indicador de títol global
    - Sense títol global
    - El títol global inclou el tipus de traducció (TT), l'indicador de pla de numeració (NPI) i el tipus de nombre (TON)
    - El títol global només inclou el tipus de traducció

  - Indicador de subsistema
    - Número de subsistema present
    - Número de subsistema no present

  - Indicador de codi de punt
    - Codi de punt present
    - Codi de punt no present
- Títol global
  - Codificació d'indicadors d'adreça
  - Indicador d'adreça codificat com a nacional (l'indicador d'adreça es tracta com a internacional si no s'especifica)[3]

## Classes de protocol
SCCP proporciona 4 classes de protocol per a les seves aplicacions:
- Classe 0: bàsic sense connexió.
- Classe 1: seqüenciada sense connexió.
- Classe 2: Bàsic orientat a la connexió.
- Classe 3: Connexió orientada al control de flux.

Les classes de protocol sense connexió proporcionen les capacitats necessàries per transferir una unitat de dades de servei de xarxa (NSDU) al camp "dades" d'un missatge XUDT, LUDT o UDT. Quan un missatge sense connexió no és suficient per transmetre les dades d'usuari contingudes en una NSDU, es proporciona una funció de segmentació/reassemblatge per a les classes de protocol 0 i 1. En aquest cas, el SCCP al node d'origen o en un node de retransmissió proporciona la segmentació de la informació en diversos segments abans de la transferència al camp "dades" dels missatges XUDT (o com a opció de xarxa LUDT). Al node de destinació, la NSDU es torna a muntar.

## Transport per xarxes IP
Al conjunt de protocols SIGTRAN, hi ha dos mètodes principals per transportar aplicacions SCCP a través de xarxes de protocol d'Internet: SCCP es pot transportar indirectament mitjançant el protocol d'adaptació d'usuari de nivell 3 MTP (M3UA), un protocol que proporciona suport als usuaris de MTP-3. inclosa SCCP. Alternativament, les aplicacions SCCP poden funcionar directament a través del protocol d'adaptació d'usuari (SUA) SCCP, que és una forma de SCCP modificat dissenyat específicament per utilitzar-lo en xarxes IP.L'ITU-T també proporciona el transport d'usuaris SCCP a través del protocol d'Internet mitjançant el servei de transport de senyalització genèric especificat a Q.2150.0, el convertidor de transport de senyalització per a SCTP especificat a Q.2150.3 i una part especialitzada de control de connexió de senyalització independent del transport (TI- SCCP) especificat a T-REC-Q.2220. TI-SCCP també es pot utilitzar amb el transport de senyalització genèric adaptat per MTP3 i MTP3b tal com es descriu a Q.2150.1, o adaptat per a SSCOP o SSCOPMCE tal com es descriu a Q.2150.2.